# مانويلا لوتزه
مانويلا لوتزا (بالألمانية: Manuela Lutze) هي مجدفة ألمانية ولدت في يوم 20 مارس 1974 في مدينة بلانكنبورغ، أبرز إنجازاتها هو فوزها بالميدالية الذهبية في دورة الألعاب الأولمبية الصيفية 2000 في سيدني ودورة الألعاب الأولمبية الصيفية 2004 في أثينا وفازت بالميدالية البرونزية في الألعاب الأولمبية الصيفية 2008 في بكين.